# Wielowieś (wieś w powiecie ostrowskim)
Wielowieś (Wielowieś Klasztorna) – wieś w Polsce położona w województwie wielkopolskim, w powiecie ostrowskim, w gminie Sieroszewice.

## Położenie i historia
Miejscowość leży ok. 20 km na wschód od Ostrowa Wielkopolskiego, nad rzeką Prosną. W średniowieczu Wielowieś była własnością cysterek z Ołoboku. Miejscowość przynależała administracyjnie przed rokiem 1887 do powiatu odolanowskiego, W latach 1975–1998 do województwa kaliskiego, a w latach 1887–1975 i od 1999 do powiatu ostrowskiego. Leży na Wysoczyźnie Kaliskiej, ok. 9 km na północ od Grabowa nad Prosną. Jest siedzibą parafii Świętego Wawrzyńca.

## Osoby
Przez pewien czas mieszkał tu Paweł Bryliński, wielkopolski rzeźbiarz ludowy. W 1993 odsłonięto na budynku plebanii tablicę upamiętniającą działalność księdza Antoniego Kanteckiego (1847-1893). Plebania była w przeszłości budynkiem świeckim i jego domem rodzinnym.

## Galeria

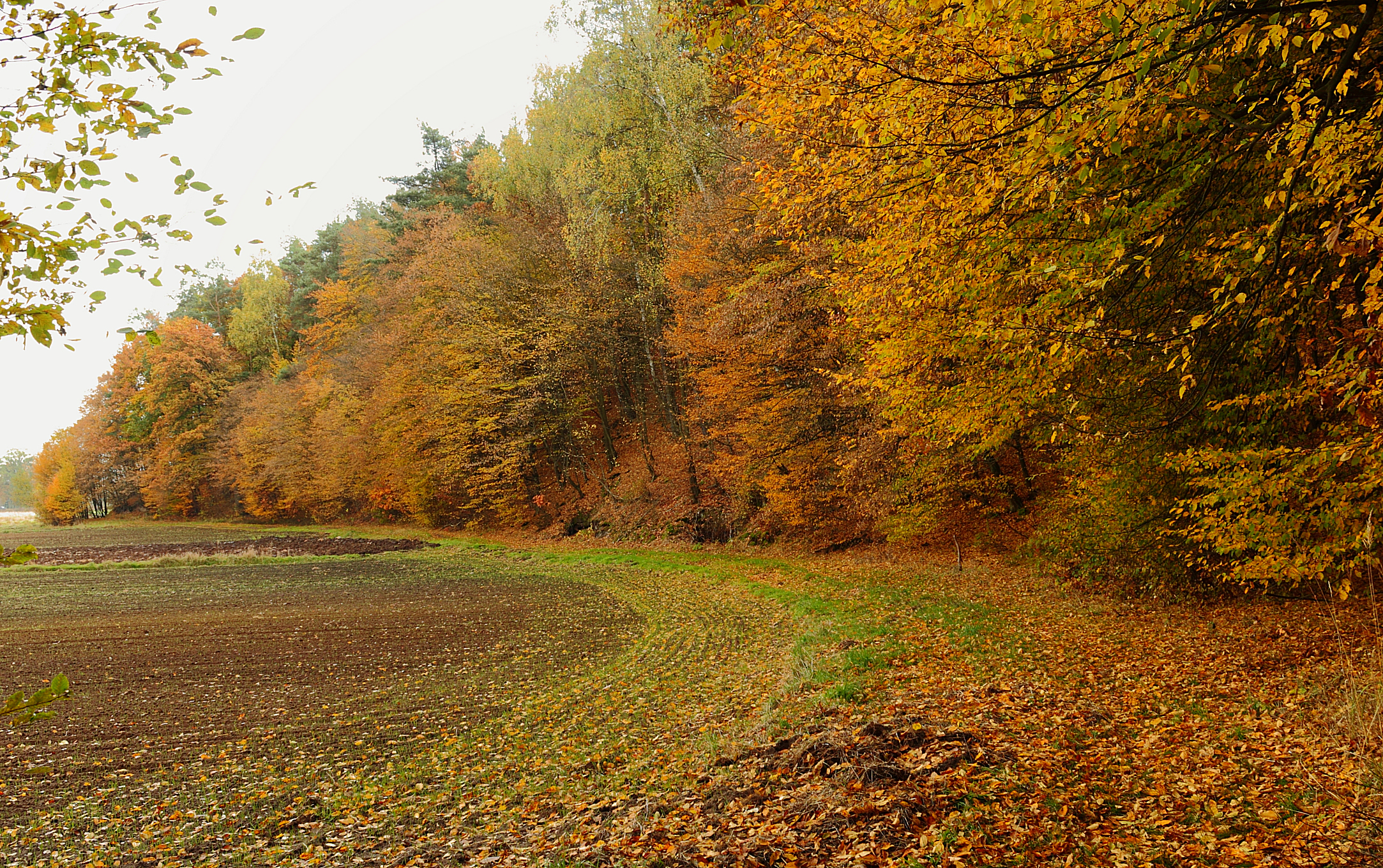
Małgorzatka w Wielowsi – miejsce, gdzie można znaleźć tzw. źródełko Napoleona